# Sagala

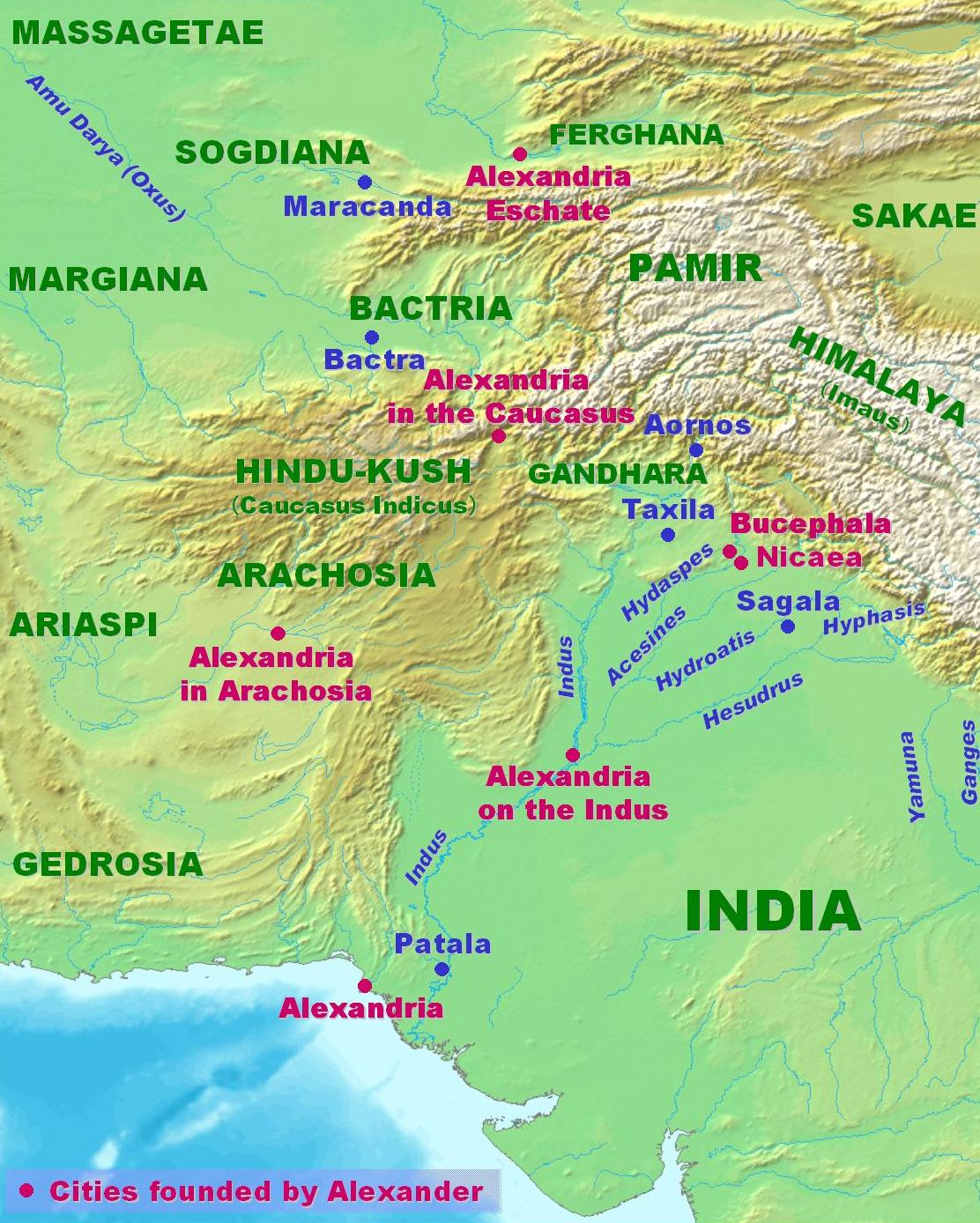
L'India durante la spedizione di Alessandro Magno

Sagala (anche Sangala o Sakala, o Euthydemia) è il nome greco della città pakistana di Sialkot.

## Storia
La città fu conquistata da Alessandro Magno, aiutato da Poro, che la rase al suolo uccidendone gli abitanti. Il sovrano del Regno greco-battriano Demetrio I (200-180 a.C.) la ricostruì, dandole il nome di Euthydemia in onore del proprio padre Eutidemo I. Pusyamitra Shunga (II secolo a.C.) incluse la città nel suo impero. Il sovrano del Regno indo-greco Menandro I fece di Sagala una delle proprie capitali; in questa città la componente greca e quella autoctona si amalgamarono vivendo in armonia e molti greci si convertirono al Buddismo.

### Nel Mahabharata
Sagala è probabilmente la città di Sakala (sanscrito, साकला) menzionata nel Mahabharata, un'epopea sanscrita dell'India antica, che occupa un'area simile ai racconti greci di Sagala. La città potrebbe essere stata abitata dai Saka, provenienti dall'Asia centrale e migrati nel Subcontinente. La regione era nota nel Mahabharata per le donne "sciolte e baccanali" che vivevano nelle foreste della zona. Si dice che la città fosse situata nella regione di Sakaladvipa, tra i fiumi Chenab e Ravi, oggi nota come Rechna Doab.
Nel Mahabharata si descrive che il terzo Pandava, Arjuna, sconfigge tutti i re di Sakala nella sua conquista di Rajasuya. Uno dei re citati è Prativindhya (non il figlio di Yudhishthira e Draupadi).

### Campagna indiana di Alessandro Magno
La città compare nei resoconti della campagna di Alessandro Magno nell'India antica. Dopo aver attraversato il fiume Chenab, Alessandro, accompagnato da Poro con elefanti e da 5.000 truppe locali, pose l'assedio a Sagala, dove si erano trincerati i Catti (imparentati con Kāṭhī). La città fu rasa al suolo e molti dei suoi abitanti furono uccisi:
(Arriano, Anabasi di Alessandro, V.22-24)
Sagala fu ricostruita e stabilita come avamposto più orientale dell'impero di Alessandro.

### Impero Shunga

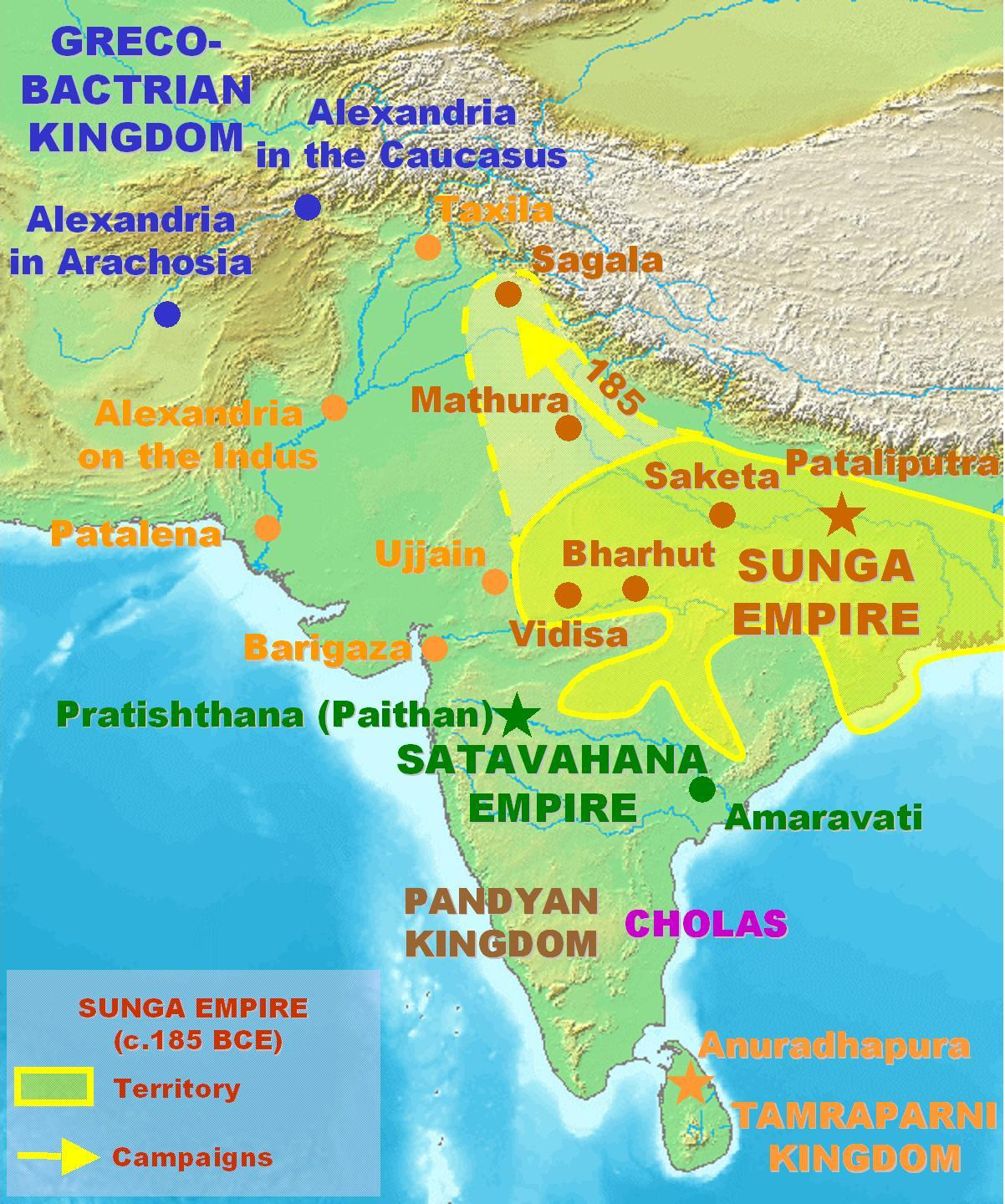
Sagala nell'Impero Shunga

Sagala come parte dell'Impero Shunga, dal 185 al 73 a.C. circa.
Dopo il rovesciamento dell'Impero Maurya, Pusyamitra Shunga fondò l'Impero Shunga e si espanse a nord-ovest fino a Sagala. Secondo l'Ashokavadana del II secolo, il re perseguitò i buddisti:
Dopo qualche tempo, arrivò a Sakala e proclamò che avrebbe dato una ricompensa di cento dinara a chiunque gli avesse portato la testa di un monaco buddista (Shramanas).»
(Ashokavadana, 133, trad. it. John Strong.)

### Il regno indo-greco
Sagala, ribattezzata Euthydemia dai Greci, fu usata come capitale dal re indo-greco Menandro I durante il suo regno tra il 160 e il 135 a.C..
Come molte città greco-battriane, alcune indo-greche, sono state progettate secondo le linee architettoniche greche. A differenza di altri governi imperialisti, i resoconti letterari suggeriscono che i greci e la popolazione locale di città come Sagala vivevano in relativa armonia, con alcuni dei residenti locali che adottavano le responsabilità della cittadinanza greca e, cosa più sorprendente, con greci che si convertivano al buddismo e adottavano le tradizioni locali.
Tuttavia, le migliori descrizioni di Sagala provengono dal Milindapanha, un dialogo tra il re Menandro e il monaco buddista Nagasena. Storici come Sir Tarn ritengono che questo documento sia stato scritto circa 100 anni dopo il governo di Menandro, rendendolo una delle migliori testimonianze durature della produttività e della benevolenza del suo governo, il che ha portato ad accettare la teoria più moderna secondo cui egli era considerato un Chakravartin.
Nel Milindapanha, la città è descritta nei seguenti termini:
(The Questions of King Milinda, traduzione di T. W. Rhys Davids, 1890)